# Tillandsia paucifolia
Tillandsia paucifolia là một loài thuộc chi Tillandsia. Đây là loài bản địa của Costa Rica, México, Venezuela và Hoa Kỳ.

## Hình ảnh

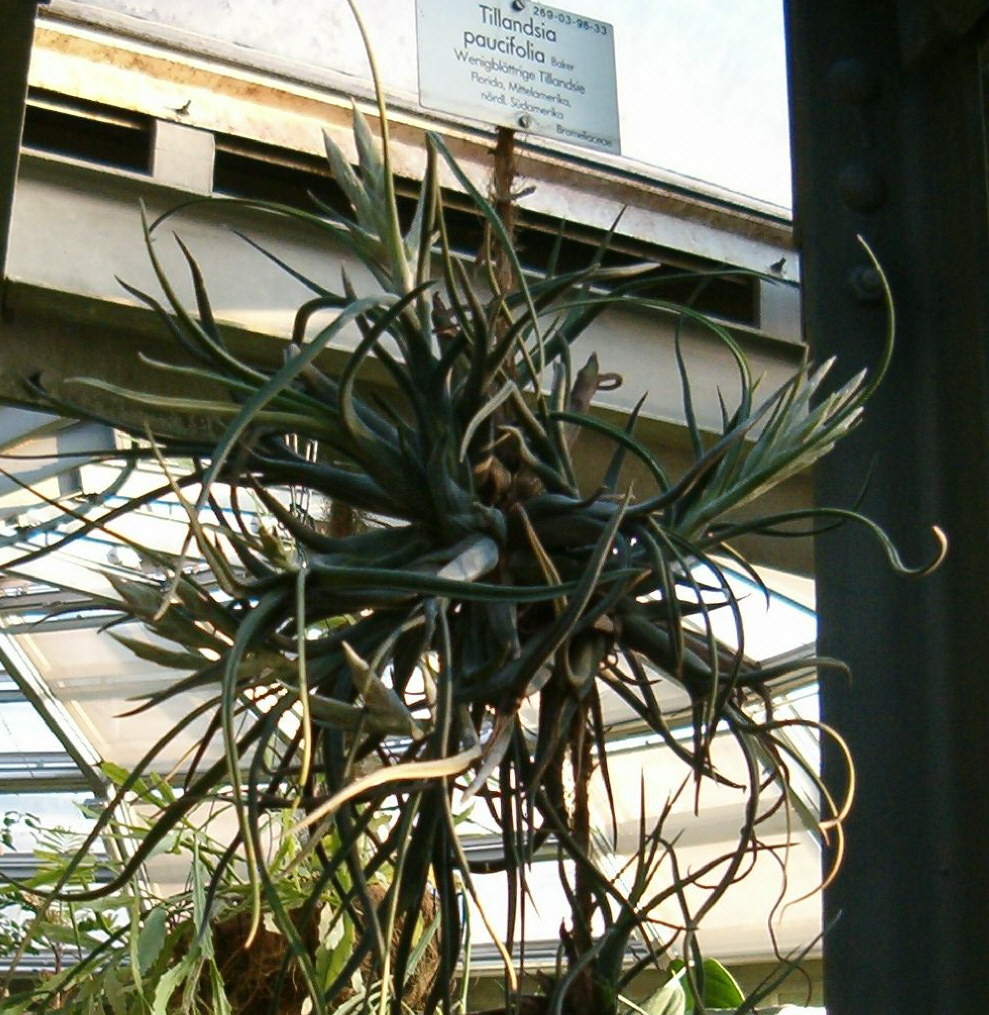

## Giống
- Tillandsia 'Aleta'
- Tillandsia 'Ask Harry'
- Tillandsia 'Asombroso'
- Tillandsia 'Diana'
- Tillandsia 'Frolic'
- Tillandsia 'Humbug'